# Банзаи јуриш
Банзаи јуриш или Банзаи напад (јап. バンザイ突撃 or 万歳突撃) је израз који су користиле савезничке снаге у Другом светском рату за означавање јапанских напада у људским таласима и ројевима које су организовале пешадијске јединице. Овај термин је дошао из јапанског борбеног поклича tennōheika banzai (天皇陛下万歳)  и скраћен је на једну реч, банзаи, која се посебно односи на тактику коју је користила јапанска царска војска током рата на Пацифику. Ова тактика је коришћена када су јапански команданти пешадијских батаљона увиђали да ће битка бити изгубљена, као последњи покушај да се осујете савезничке снаге.

## Порекло
Банзаи јуриш се сматра једном од метода самоубилачког напада или самоубиства пре заробљавања од стране непријатеља Порекло израза је класична кинеска фраза у Књизи северног Ки -а из 7. века, која каже:  „Прави човек би [радије] био разбијени драгуљ, стидећи се што је нетакнута плочица.“ Међу правилима постојао је и кодекс части који су касније користиле јапанске војне владе.
Са револуционарном променом у Меиџи обнови и честим ратовима против Кине и Русије, милитаристичка влада Јапана је усвојила концепте Бушидоа како би условила становништво земље да буде идеолошки послушно цару. Импресионирана како су самураји обучени да изврше самоубиство када их је задесило велико понижење, влада је подучавала трупе да је веће понижење предати се непријатељу него умрети. Самоубиство Саигоа Такаморија, вође старих самураја током Меиџи обнове, такође је инспирисало нацију да идеализује и романтизује смрт у борби и да сматра самоубиство последњим часним потезом.
Током опсаде Порт Артура, Јапанци су извршили нападе у људским таласима на руску артиљерију и митраљезе, који су на крају постали самоубилачки. Пошто су Јапанци претрпели огромне жртве у нападима, један од описа последица је био да је „дебела, непрекидна маса лешева прекривала хладну земљу као покривач“.
Током 1930-их, Јапанци су у Кини открили да је овај тип напада ефикасан. То је постала прихваћена војна тактика у царској јапанској војсци, где су бројчано слабије јапанске снаге, користећи своју супериорну обуку и бајонете, могле да победе веће кинеске снаге. Због ниске стандардизације кинеске опреме у Националној револуционарној армији, Јапанци су се овде ретко суочавали са масовним аутоматским оружјем и чешће су наилазили на кинеске јединице наоружане само полуаутоматским пушкама, које нису могле да пуцају тако брзо као аутоматске.

## Други светски рат
Током ратног периода, јапанска милитаристичка влада је ширила пропаганду која је романтизовала самоубилачке нападе, користећи једну од врлина Бушида као основу за кампању. Јапанска влада је представила рат као прочишћавајући, а смрт је дефинисана као дужност. Крајем 1944. године влада је објавила протокол који је захтевао вољу да се целокупна јапанска популација од 100 милиона жртвује, ако је потребно, у сврху отпора непријатељским снагама.
Јапанци су га увелико користили у Кини, посебно против кинеских војника без аутоматског оружја, иако је био неефикасан против оних јединица које су имале аутоматско оружје или биле боље укупане.
Током америчког напада на острво Макин, 17. августа 1942. године, амерички маринци који су напали острво су прво уочили, а затим убили јапанске митраљезаце. Јапански браниоци су тада покренули банзаи јуриш са бајонетима и мачевима, али је зауставила америчка ватра. Образац се понављао у даљим нападима, са сличним резултатима.
Током кампање на Гвадалканалу, 21. августа 1942, пуковник Кијонао Ичики је предводио 800 војника у директном нападу на америчку линију која је чувала Хендерсон Филд у бици код Тенаруа. Након малог борбеног сукоба у џунгли, Ичикијева војска је кренула у напад на непријатеља; међутим, против организоване америчке одбрамбене линије, већина јапанских војника је убијена, а Ичики је након тога извршио самоубиство.
Дана 29. маја 1943. године, на крају битке код Атуа, преостали Јапанци на острву Ату на Аљасци, предвођени пуковником Јасуом Јамасакијем, напредовали су на америчке линије близу залива Масакр. Јапанске снаге су пробиле америчку линију фронта и стигле до трупа задњег ешалона на Инжењер Хилу. У интензивним борбама које су трајале цео дан, јапанске снаге су збрисане. До следећег дана, остало је само 28 јапанских војника, од отприлике 2.600 - остали су погинули у борби или су извршили самоубиство, док су Американци изгубили 549 бораца од 15.000 припадника 7. пешадијске дивизије која је искрцала да поврати острво.
Највећи банзаи јуриш у рату догодио се током битке код Сајпана. Генерал Јошицугу Саито је окупио око 4.300 јапанских војника, рањеника способних да ходају и неколико цивила, од којих су много били ненаоружани, и наредио напад. Дана 7.. јула 1944.  директно је напао 1. и 2. батаљон 105. пешадијског пука америчке војске, који је изгубио скоро 2.000 људи Након 15-часовне борбе, напад је на крају одбијен, а скоро сви јапански војници који су учествовали у нападу су убијени.
Током совјетске инвазије Манџурије, када је 1. армија црвене армије извршила инвазију на Мутанчијанг, совјетска 5. армија на југу наставила је напредовање ка западу, оматајући и уништавајући јапански 278. пешадијски пук, чији су преживели кренули у последњи банзаи јуриш, уместо предаје. До краја дана, цео Мутанчијанг је пао у совјетске руке, а битка за град је завршена. Убрзо након тога, јапанска војска је положила оружје у знак предаје, након цареве радио поруке. Битка код Мутанчијанга и Други светски рат су се завршили.
Неки јапански команданти, попут генерала Тадамичија Курибајашија, забранили су својим људима да врше банзаи јурише. Штавише, Американци су били изненађени тиме што Јапанци нису употребили банзаи јуриш у бици код Иво Џиме.